# Grupo de Fuerzas Soviéticas en Alemania
El Grupo de Fuerzas Soviéticas en Alemania (1949-1988) (en alemán: Группа советских войск в Германии; ГСВГ), también conocido como Grupo de Fuerzas Soviéticas de Ocupación en Alemania (1945-1949) y Grupo Occidental de Fuerzas (1988-1994), fueron las Fuerzas Armadas de la Unión Soviética estacionadas en la Alemania Oriental tras la Segunda Guerra Mundial.  
Los ejércitos soviéticos permanentemente destinados en la RDA tenían como misión primordial contrarrestar el poder militar de la OTAN desde finales de la década de 1940 hasta 1989, siendo un factor principal en la situación militar durante la Guerra Fría. La posibilidad de una invasión soviética de la RFA y de otros países de la Europa Occidental era, en todo caso, baja a causa de los peligros de la escalada atómica.

## Historia

### Creación
El Grupo de Fuerzas Soviéticas de Ocupación en Alemania se formó justo al finalizar la Segunda Guerra Mundial con formaciones del Primer y el Segundo Frente Bielorruso. En el momento de su creación, el 9 de julio de 1945, incluía:
- el 1.º Ejército de Tanques de la Guardia (base en Dresde) 
  - 8° Cuerpo Mecanizado de la Guardia
  - 11° Cuerpo de Tanques de la Guardia
  - 11° Cuerpo de Tanques
- el 2.º Ejército de Tanques de la Guardia (base en Fürstenberg)
  - 1° Cuerpo Mecanizado
  - 9° Cuerpo de Tanques de la Guardia
  - 12° Cuerpo de Tanques de la Guardia
- el 4.º Ejército de Tanques de la Guardia (base en Eberswalde) 
  - 5° Cuerpo Mecanizado de la Guardia
  - 6° Cuerpo Mecanizado de la Guardia
  - 10° Cuerpo de Tanques de la Guardia
- el 2.º Ejército de Choque (base en Schwein)
  - 108.º Cuerpo de Fusileros (divisiones de fusileros 46.ª, 90.ª y 372.ª)
  - 116.º Cuerpo de Fusileros (divisiones de fusileros 86.ª, 321.ª y 326.ª)
- el 3.º Ejército de Choque (base en Stendal)
  - 7.° Cuerpo de Fusileros (divisiones de fusileros 146.ª, 265.ª y 364.ª)
  - 126.º Cuerpo de Fusileros (divisiones de fusileros 23.ª de Guardias, 52.ª de la Guardia y 33.ª)
  - 12.° Cuerpo de Fusileros de la Guardia  (divisiones de fusileros 23.ª de Guardias, 52.ª de la Guardia y 33.ª)
  - 79.° Cuerpo de Fusileros  (divisiones de fusileros 150ª, 171ª y 207.ª)
  - 9.° Cuerpo de Tanques
- 5.º Ejército de Choque (base en Berlín)
  - 9.° Cuerpo de Fusileros (divisiones de fusileros 248.ª, 230.º y 301.ª)
  - 26.° Cuerpo de Fusileros de la Guardia (divisiones de fusileros 89.ª de la Guardia, 94.ª de la Guardia y 266.ª)
  - 32° Cuerpo de Fusileros (divisiones de fusileros 60.ª de la Guardia, 295.ª y 416.ª)
- el 8.º Ejército de la Guardia (base en Weimar)
  - 4.° Cuerpo de Fusileros de la Guardia (divisiones de fusileros 35.ª de la Guardia, 47.ª de la Guardia y 57.ª de la Guardia)
  - 28.° Cuerpo de Fusileros de la Guardia (divisiones de fusileros 39.ª de la Guardia, 79.ª de la Guardia y 88.ª de la Guardia)
  - 29.° Cuerpo de Fusileros de la Guardia  (divisiones de fusileros 27.ª de la Guardia, 74.ª de la Guardia y 82.ª de la Guardia)
- el 47.º Ejército (base en Halle)
  - 77.° Cuerpo de Fusileros  (divisiones de fusileros 185.ª, 260.ª y 328.ª)
  - 125.° Cuerpo de Fusileros  (divisiones de fusileros 60.ª, 76.ª y 175.ª)
  - 129.° Cuerpo de Fusileros  (divisiones de fusileros 82.ª, 132.ª y 143.ª)

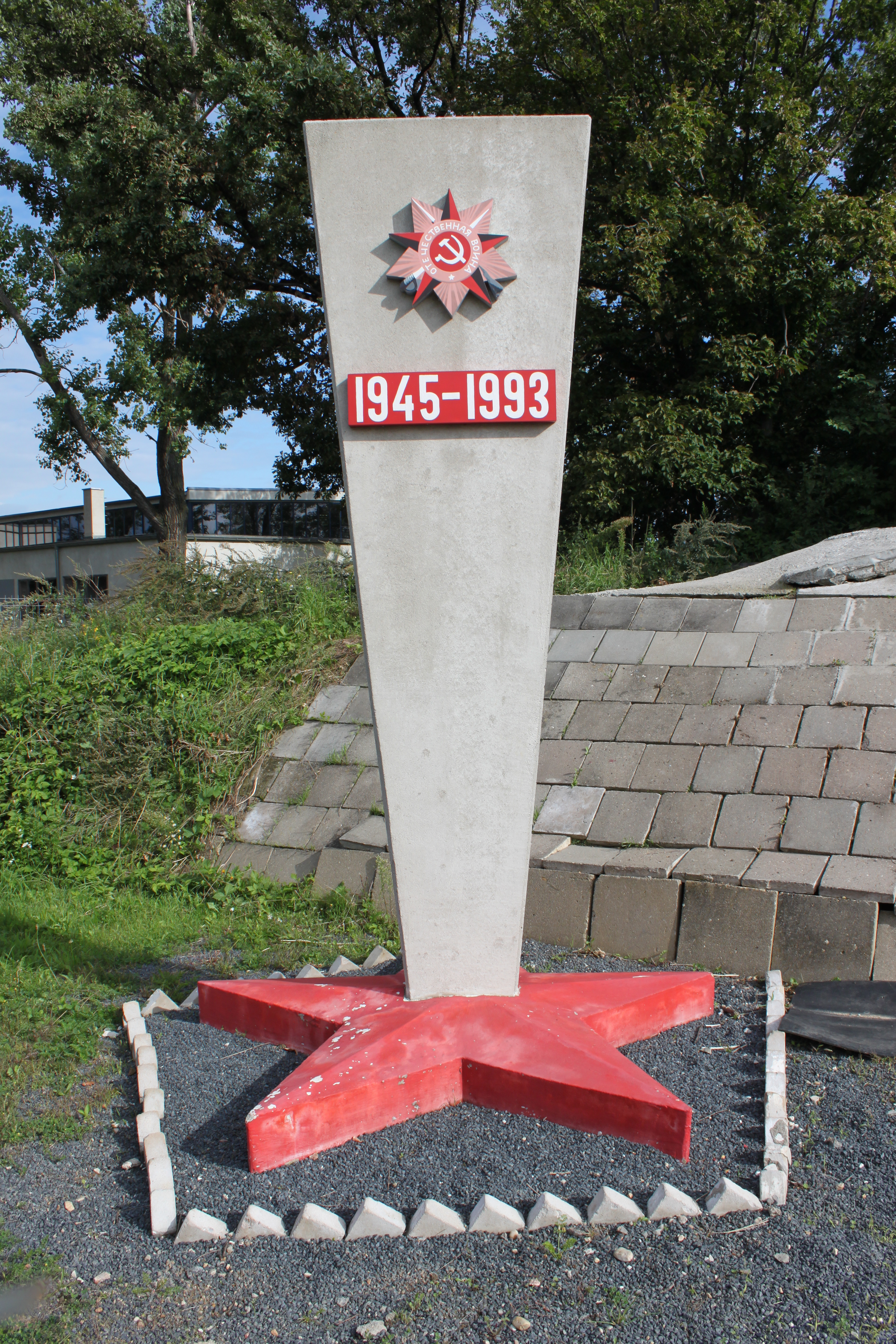
Memorial en el aeropuerto de Großenhain

### Guerra fría
Poco después, el V Ejército de Choque y el XLVII Ejército abandonaron la zona soviética de ocupación. El II Ejército fue sustituido por el IV Ejército Mecanizado de la Guardia. El III Ejército Mecanizado fue creado con base en Forst Zinna. 
El 26 de marzo de 1954 se crea como tal el Grupo de Fuerzas Soviéticas en Alemania. A partir de 1956 se inicia la retirada de unidades de la RDA, y entre 1957-1958 permanecían unos 70.000 militares soviéticos en el país, incluyendo al Estado Mayor del XVIII Ejército. 
El Grupo Soviético en Alemania tenía la misión de asegurar que se cumpliesen los términos del Tratado de Potsdam, asegurando la frontera occidental y el desmantelamiento de las instalaciones industriales, así como cumpliendo las funciones policiales durante el Bloqueo de Berlín de 1948-1949. Básicamente, representaban los intereses políticos y militares de la Unión Soviética. De la fuerza inicial de 1,5 millones de hombres se pasó a no más de 350.000 a finales de 1947. A partir de 1948 hubo un aumento de personal, pasando a entre 500.000 y 600.000 soldados. Hasta 1949, el personal militar estaba supeditado a la Administración Militar Soviética en Alemania y, desde entonces y hasta 1953, a la Comisión de Control Soviética, que se disolvió el 28 de mayo de 1953, produciéndose a partir de entonces una separación entre las fuerzas de ocupación y la administración.
El 25 de marzo de 1954 el Consejo de Ministros de la URSS declara que el régimen alemán había asumido su plena soberanía, y las tropas de ocupación cambiaron de nombre para pasar a ser el Grupo de Fuerzas en Alemania, marcando así el final de la ocupación. Con la declaración formal de soberanía se dejaba el camino libre para que la República Democrática Alemana ingresara en el Pacto de Varsovia, y el 20 de septiembre de 1955 se firma un tratado entre la Unión Soviética y la Alemania Oriental. En 1957, tras un nuevo acuerdo entre los gobiernos de la URSS y la RDA se establecieron los acuerdos sobre la presencia temporal de las Fuerzas armadas de la Unión Soviética en territorio alemán, el tamaño del grupo y las zonas asignadas y de entrenamiento, así como su coordinación con el Ejército Popular Nacional alemán. Se especificaba que las tropas soviéticas no interferirían en los asuntos internos de la RDA, como habían hecho durante la sublevación del 17 de junio de 1953, cuando se movilizaron en Berlín la 14.ª División Mecanizada y la 12.ª División Acorazada, con un total de 600 tanques T-34. 
Entre 1956 y 1957, llegará el XVIII Ejército, con 33.000 soldados. Entre abril y septiembre de 1959, se desplegaron misiles de alcance medio tipos R-5 (designación OTAN SS-3 Shyster) en Fürstenberg/Havel y Vogelsang, con la 72.ª Brigada de Ingenieros. En 1963, el Grupo Soviético en Alemania estaba formado por 386.000 soldados, 46.000 de los cuales pertenecían al XVI Ejército Aéreo. Su equipamiento incluía 7.500 tanques, 100 misiles tácticos, 484 cazas, 146 bombarderos, 101 aviones de reconocimiento y 80 helicópteros. En 1968, las tropas estacionadas en Alemania colaboraron en el aplastamiento de la Primavera de Praga, enviando al I Ejército Acorazado de la Guardia con 4 divisiones, el XX Ejército de la Guardia con 3 divisiones (un total de 2.000 tanques), y secciones del XVI Ejército Aéreo en el transcurso de la invasión de Checoslovaquia por el Pacto de Varsovia.
Siguiendo una resolución del Gobierno de la Unión Soviética en 1979-1980, 20.000 militares, 1000 tanques y mucho equipamiento fue retirado del territorio alemán, entre ellos la 6ª División Acorazada de la Guardia (con base en Wittenberg). Durante el transcurso de la Perestroika, el Grupo Soviético en Alemania se transformó en una fuerza más defensiva en lo que respecta a fuerza, estructura y equipamiento. Eso comportó una clara reducción de las fuerzas acorazadas en 1989. El 1 de junio de 1989 pasó a denominarse Grupo de Fuerzas Occidental.

### Retirada
En 1991, el secretario general del Partido Comunista de la Unión Soviética, Mijaíl Gorbachov, anunció que se retirarían de Alemania los misiles atómicos de corto alcance, cuatro divisiones acorazadas y las fuerzas de asalto aéreas. 
La retirada del Grupo de Fuerzas Soviéticas en Alemania fue una de las mayores transferencias de tropas de importancia en toda la historia militar. Pese a las dificultades que resultaron de la disolución de la Unión Soviética durante el mismo periodo, la retirada fue llevada a cabo de acuerdo al plan previsto y realizada puntualmente hasta agosto de 1994. El Gobierno de Alemania se comprometió a aportar quince millones de marcos para cubrir los gastos de repatriación de los soldados, así como para la construcción de viviendas para la reconversión.
El retorno de las tropas y del material fue principalmente por mar, en especial por los puertos de Rostock y de la isla de Rügen, así como por tierra, atravesando Polonia en ferrocarril. Las Fuerzas Terrestres de Rusia abandonaron Alemania el 25 de junio de 1994 con un desfile de la 6ª Brigada Motorizada de Fusileros de la Guardia por Berlín. Las celebraciones de partida en Wünsdorf (cerca de Zossen) el 11 de junio de 1994 y en el parque Treptow el 31 de agosto de 1994 marcaron el final del dispositivo militar operativo soviético en territorio alemán en una ceremonia donde estuvieron presentes el Presidente de Rusia, Borís Yeltsin, y el Canciller de Alemania, Helmut Kohl. El 1 de septiembre marchó de retorno a Moscú desde el aeropuerto de Sperenberg el jefe de las fuerzas armadas, coronel general Matvéi Burlakov.
Además de los territorios de ocupación soviética, el territorio operativo del Grupo de Fuerzas Soviéticas en Alemania también incluía la región de la ciudad de Szczecin, parte de los Antiguos territorios orientales de Alemania arrebatados a Alemania por los acuerdos de la Conferencia de Potsdam y cedidos a Polonia tras la Segunda Guerra Mundial. El resto de Polonia estaba bajo mando del Grupo de Fuerzas Norte, mientras que las regiones meridionales (Austria y Checoslovaquia) estaba bajo mando del Grupo de Fuerzas Central.

## Organización

### Estructura y equipamiento en 1991

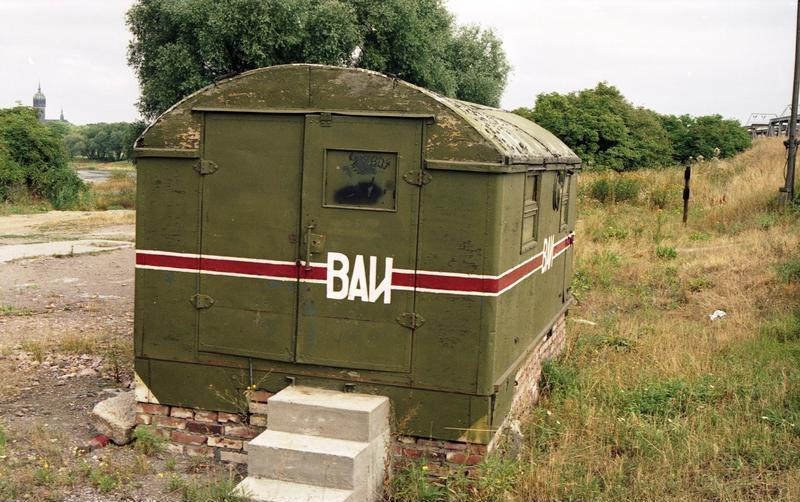
Garita de guardia soviética en Wittenberg, 1991.

Las tropas soviéticas ocupaban 777 cuarteles en 276 localizaciones diseminadas por toda la RDA. Estas instalaciones incluían 47 campos de aviación y 116 campos de maniobras. A inicios de 1991 había unos 338.000 soldados en 24 divisiones, distribuidos en 5 ejércitos terrestres y un ejército aéreo. Además, había unas 208.000 personas más, entre familiares de los oficiales destinados y personal civil destinado en Alemania, entre las cuales había unos 90.000 niños. La mayoría de las localizaciones estaban en la región de Brandeburgo. 
En 1991 contaba con aproximadamente: 
- 4.200 tanques
- 8.200 vehículos blindados
- 3.600 piezas de artillería
- 106.000 vehículos motorizados diversos
- 690 aviones
- 680 helicópteros
- 180 sistemas de misiles.

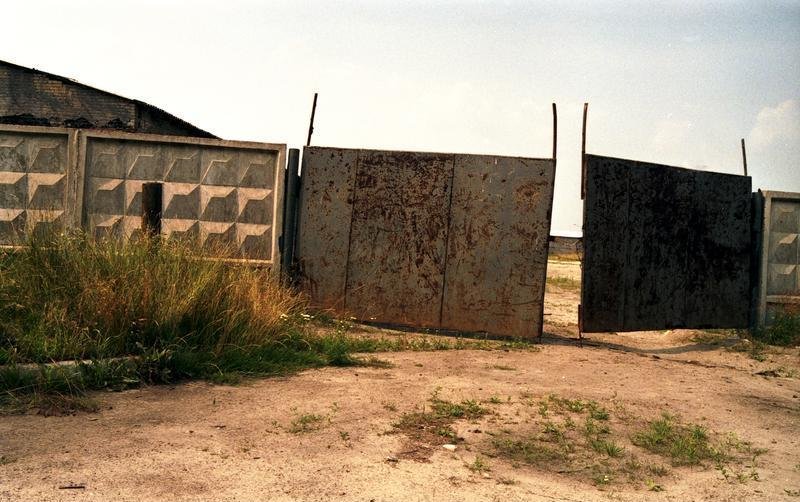
Cuarteles soviéticos abandonados en Stendal, 1991.

A finales de la década de 1980, entre las formaciones soviéticas en la RDA se encontraban:
- I Ejército Acorazado de la Guardia Bandera Roja
  - 9ª División Acorazada, Riesa
  - 11.ª División Acorazada de la Guardia
  - 20.ª División Mecanizada de Fusileros de la Guardia
- II Ejército Acorazado de la Guardia, Fürstenberg/Havel
  - 16.ª División Acorazada de la Guardia
  - 21.ª División Mecanizada de Fusileros de la Guardia
  - 94.ª División Mecanizada de Fusileros de la Guardia
  - 207.ª División Mecanizada de Fusileros de la Guardia
- III Ejército de Choque, Magdeburgo
  - 207.ª División Mecanizada de Fusileros de la Guardia
  - 10.ª División Acorazada de la Guardia Uralsko-Lvovskaia (Altengrabow)
  - 12.ª División Acorazada de la Guardia
  - 47.ª División Acorazada de la Guardia
- XVIII Ejército de la Guardia Orden de Lenin, Nohra
  - 79.ª División Acorazada de la Guardia
  - 27.ª División Mecanizada de Fusileros de la Guardia
  - 39.ª División Mecanizada de Fusileros de la Guardia
  - 57.ª División Mecanizada de Fusileros de la Guardia
- XX Ejército de la Guardia Bandera Roja, Eberswalde-Finow
  - 35ª División Mecanizada de Fusileros de la Guardia
  - 6ª División Mecanizada de Fusileros de la Guardia
  - 12.ª División Mecanizada de Fusileros de la Guardia
  - 90ª División Acorazada de la Guardia
- 34.ª División de Artillería, Potsdam
- XVI Ejército Aéreo
  - 6ª División Aérea de Cazas
  - 16.ª División Aérea de Cazas
  - 126.ª División Aérea de Cazas
  - 105.ª División Aérea de Cazabombarderos
  - 126.ª División Aérea de Cazas

### Comandantes en Jefe

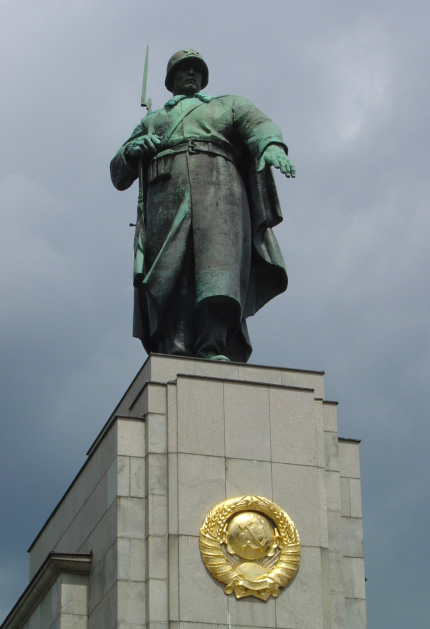
Monumento al Ejército Rojo en el parque Tiergarten, Berlín.

Los tres primeros Comandantes en Jefe también ocuparon el cargo de Jefe de la Administración Militar Soviética en Alemania.
- Gueorgui Zhúkov: 9 de junio de 1945 – 21 de marzo de 1946.
- Vasili Sokolovski: 22 de marzo de 1946 – 31 de marzo de 1949.
- Vasili Chuikov: 1 de abril de 1949 – 26 de mayo de 1953.
- Andréi Grechko: 27 de mayo de 1953 – 16 de noviembre de 1957.
- Matvéi Zajárov: 17 de noviembre de 1957 – 14 de abril de 1960.
- Iván Yakubovski: 15 de abril de 1960 – 9 de agosto de 1961.[5]
- Iván Kónev: 9 de agosto de 1961 – 18 de abril de 1962.
- Iván Yakubovski: 19 de abril de 1962 – 26 de enero de 1965.
- Piótr Koshevói: 27 de enero de 1965 – 31 de octubre de 1969.
- Víktor Kulikov: 1 de noviembre de 1969 – 13 de septiembre de 1971.
- Semión Kurkotkin: 14 de septiembre de 1971 – 19 de julio de 1972.
- Yevgueni Ivanovski: 20 de julio de 1972 – 25 de noviembre de 1980.
- Mijaíl Záitsev: 26 de noviembre de 1980 – 6 de julio de 1985.
- Piotr Lúshev: 7 de julio de 1985 – 11 de julio de 1986.
- Valeri Bélikov: 12 de julio de 1986 – 12 de noviembre de 1987.
- Borís Snetkov: 26 de noviembre de 1987 – diciembre de 1990.
- Matvéi Burlakov: 13 de diciembre de 1990 – 31 de agosto de 1994.